# Сизаль
Сиза́ль — волокно, получаемое из листьев растения Agava sisolana из рода агавы, иногда «сизалем» называют и само растение.
Данные волокна выделяют из свежих листьев, как правило без применения специальной обработки. Декортикационные машины мнут и раздавливают листья, в результате отделяется волокно, которое затем промывают, сушат на солнце и обрабатывают щётками. Состав волокон: целлюлоза (55—65%), лигнин (10—20%), гемицеллюлоза (10—15%), пектин (2—4%). Элементарные волокна — блестящие, желтоватого цвета. Идёт на изготовление канатов, всевозможных сетей, шпагата, упаковочных (тарных) тканей, классических мишеней для дартса, матрасов, мочалок, щёток.

## История
В XVI веке в Испанию из Южной Америки прибыли корабли с удивительно крепкими канатами, а поскольку название растения морякам было неизвестно, то канаты и верёвки, получающиеся из волокна, стали именовать «сизалью» (по названию мексиканского порта Сисаль). Культура агавы была вывезена в колониальную эпоху из Центральной Америки и широко распространилась в тропических странах.
После появления стальных канатов и тросов (изготовленных из стальной проволоки) использование канатов из растительных волокон на кораблях начало сокращаться, но даже в конце XIX века волокна агавы сохраняли важное хозяйственное значение (по состоянию на начало 1890-х годов Мексика экспортировала это волокно в страны Европы, где оно использовалось как заменитель щетины и конского волоса). В дальнейшем, в связи с распространением синтетических волокон и искусственных тканей во второй половине XX века значение сизаля снизилось и его производство стало уменьшаться.
В США сизаль выращивали на Гавайских островах.
Первое место по производству занимает Бразилия, на втором — Танзания.
| Крупнейшие производители (2023) | Крупнейшие производители (2023) | Крупнейшие производители (2023) |
| Страна                          | Производство (тонн)             |                                 |
| ------------------------------- | ------------------------------- | ------------------------------- |
| Бразилия                        | 95 567                          |                                 |
| Танзания                        | 56 733                          |                                 |
| Кения                           | 25 577                          |                                 |
| Мадагаскар                      | 17 585                          |                                 |
| Китай                           | 14 291                          |                                 |
| Гаити                           | 11 887                          |                                 |
| Мексика                         | 6894                            |                                 |
| Весь мир                        | 237 418                         |                                 |

Мировое производство сизаля по годам, тыс. тонн.